# Індуїзм в США
Індуїзм в США - це релігія меншості в Сполучених Штатах Америки, яка становить 1% населення.

## Демографія

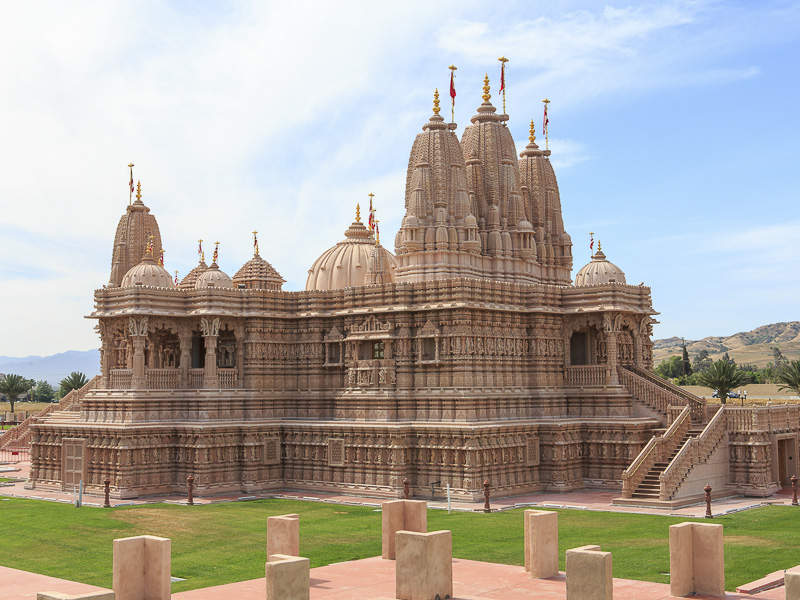
BAPS Шрі Свамінараян Мандір Чіно Гіллз

Переважна більшість американських індуїстів - іммігранти з Індії, Шрі-Ланки та індуїсти з країн Африки. 
Доповідь Державного департаменту США про релігійну свободу за 2004 р. виявила близько 1,5 млн прихильників індуїзму, що відповідає 0,50% від загальної кількості населення. 
У 1990-х роках Бутан змусив залишити більшу частину свого індуїстського населення, одну п’яту частини населення країни. Понад 90 000 біженців були іммігровані до США. 

## Видатні представники
Тулсі Габбард — американський політик, член Демократичної партії. З 2013 р. вона представляє 2-й виборчий округ штату Гаваї у Палаті представників США.
Раджа Крішнамоорті — американський бізнесмен та політик. Член Демократичної партії.